# Rangaku
Rangaku (Kyūjitai: 蘭學/Shinjitai: 蘭学, dobesedno "nizozemsko učenje" in v nadaljevanju "zahodno učenje") je skupek znanja, ki ga je razvila Japonska s svojimi stiki z nizozemsko enklavo [[Dedžima]g, kar je Japonski omogočilo, da je bila na tekočem z Zahodno tehnologijo in medicino v obdobju, ko je bila država zaprta za tujce od 1641 do 1853 zaradi politike nacionalne izolacije (sakoku) Šogunata Tokugava.
Skozi Rangaku so nekateri ljudje na Japonskem spoznali številne vidike znanstvene in tehnološke revolucije, ki se je takrat odvijala v Evropi in pomagali državi zgraditi začetke teoretične in tehnološke znanstvene baze, ki pomaga razložiti japonski uspeh pri radikalni in hitri modernizaciji po prisilnem ameriškem odprtju države za zunanjo trgovino leta 1854.

## Zgodovina
Nizozemski trgovci v Dedžimi v Nagasakiju so bili edini Evropejci, ki so bili na Japonskem tolerirani od leta 1639 do 1853 (Nizozemci so imeli trgovsko postojanko v Hiradu od 1609 do 1641, preden so se morali preseliti v Dedžimo), njihovo gibanje pa je bilo skrbno opazovano in strogo nadzorovano, sprva omejeni na eno letno potovanje, da bi se poklonili šogunu v Edu. Vendar so postali ključnega pomena pri prenosu nekaj znanja o industrijski in znanstveni revoluciji, ki se je dogajala v Evropi, na Japonsko: Japonci so kupovali in prevajali znanstvene knjige od Nizozemcev, od njih pridobivali zahodne zanimivosti in izdelke (kot so ure, medicinski instrumenti, nebesni in zemeljski globusi, zemljevidi in rastlinska semena) ter bili deležni predstavitev zahodnih inovacij, vključno z električnimi pojavi, pa tudi poleta z balonom na vroč zrak v začetku 19. stoletja. Medtem ko so se druge evropske države soočale z ideološkimi in političnimi bitkami, povezanimi s protestantsko reformacijo, je bila Nizozemska svobodna država, ki je pritegnila vodilne mislece, kot je René Descartes.
Skupaj je bilo izdanih, natisnjenih in razširjenih na tisoče takih knjig. Japonska je imela eno največjih urbanih populacij na svetu, z več kot milijonom prebivalcev v Edu in številnih drugih velikih mestih, kot sta Osaka in Kjoto, ki so ponujala velik, pismen trg za takšne novosti. V velikih mestih so nekatere trgovine, odprte za širšo javnost, specializirane za tuje zanimivosti.

### Začetki (1640–1720)
Prva faza Rangakuja je bila precej omejena in zelo nadzorovana. Po preselitvi nizozemske trgovske postojanke v Dedžimo je bila trgovina, pa tudi izmenjava informacij in dejavnosti preostalih Zahodnjakov (imenovanih "Rdečeglavci" (kōmōdžin)) precej omejena. Zahodne knjige so bile prepovedane, z izjemo knjig o navtiki in medicini. Sprva je majhna skupina dednih japonsko-nizozemskih prevajalcev delala v Nagasakiju, da bi olajšala komunikacijo s tujci in posredovala delčke zahodnjaških novosti.
Nizozemci so bili pozvani, naj obveščajo o svetovnih dogodkih in vsako leto na svojih potovanjih v Edo priskrbijo novosti za šōguna. Nazadnje je bilo nizozemskim podjetjem v Nagasakiju poleg njihovega uradnega trgovanja s svilo in jelenovimi kožami dovoljeno, da se ukvarjajo z določeno stopnjo »zasebne trgovine«. Tako se je razvil majhen, donosen trg za zahodne radovedneže, osredotočen na območje Nagasakija. Z ustanovitvijo stalnega delovnega mesta kirurga v nizozemski trgovski postaji Dedžima, so visoki japonski uradniki začeli prositi za zdravljenje v primerih, ko lokalni zdravniki niso bili v pomoč. Eden najpomembnejših kirurgov je bil Caspar Schamberger, ki je sprožil stalno zanimanje za medicinske knjige, instrumente, zdravila, metode zdravljenja itd. V drugi polovici 17. stoletja so visoki uradniki naročili teleskope, ure, oljne slike, mikroskope, očala, zemljevide, globuse, ptice, pse, osle in druge redkosti za njihovo osebno zabavo in znanstvene študije.

### Liberalizacija zahodnega znanja (1720–)
Čeprav je bila večina zahodnih knjig od leta 1640 prepovedana, so bila pravila leta 1720 pod šogunom Tokugavo Jošimunom omiljena, kar je sprožilo pritok nizozemskih knjig in njihovih prevodov v japonščino. Eden od primerov je objava Nizozemskih izrekov Morišime Čūrjōja iz leta 1787 (紅毛雑話, Kōmō Zatsuwa, slov. Rdečelaso klepetanje), ki prikazuje veliko znanja, prejetega od Nizozemcev. Knjiga podrobno obravnava široko paleto tem: vključuje predmete, kot so mikroskopi in baloni na vroč zrak; razpravlja o zahodnih bolnišnicah in stanju poznavanja bolezni; oriše tehnike slikanja in tiska z bakrenimi ploščami; opisuje sestavo generatorjev statične elektrike in velikih ladij; in se nanaša na posodobljeno geografsko znanje.
Med letoma 1804 in 1829 so šole, ki jih je po vsej državi odprl šogunat (Bakufu), ter terakoja (tempeljske šole) pripomogle k nadaljnjemu širjenju novih idej.
Do takrat so imeli nizozemski odposlanci in znanstveniki veliko bolj prost dostop do japonske družbe. Nemški zdravnik Philipp Franz von Siebold, pridružen nizozemski delegaciji, je vzpostavil izmenjave z japonskimi študenti. Povabil je japonske znanstvenike, da bi jim pokazali čudeže zahodne znanosti, v zameno pa izvedeli veliko o Japoncih in njihovih navadah. Leta 1824 je von Siebold na obrobju Nagasakija ustanovil medicinsko šolo. Kmalu je ta Narutaki-džuku (鳴滝塾) prerasel v stičišče približno petdesetih študentov iz vse države. Medtem ko so prejeli temeljito medicinsko izobrazbo, so pomagali pri naravoslovnih študijah von Siebolda.

### Razširitev in politizacija (1839–)
Gibanje Rangaku se je vse bolj vpletalo v japonsko politično razpravo o tuji izolaciji in trdilo, da bo posnemanje zahodne kulture okrepilo Japonsko in ne škodovalo. Rangaku je vedno bolj širil sodobne zahodne inovacije.
Leta 1839 so učenjaki zahodnih študij (imenovani 蘭学者 "rangaku-ša") za kratek čas utrpeli represijo s strani šogunata Edo v incidentu Banša no goku (蛮社の獄, v prevodu »zapor družbe za barbarske študije«) zaradi njihoegah nasprotovanja uvedbi smrtne kazni za tujce (razen Nizozemcev), ki pridejo na obalo, ki jo je pred kratkim sprejel Bakufu. Incident so izzvala dejanja, kot je incident Morrison, v katerem so  streljali na neoboroženo ameriško trgovsko ladjo v skladu z ukazom o odbijanju tujih ladij. Leta 1842 je bil edikt končno razveljavljen.
Rangaku je na koncu postal zastarel, ko se je v zadnjih desetletjih Tokugava režima (1853–67) Japonska odprla. Študenti so bili poslani v tujino, tuji uslužbenci (o-jatoi gaikokudžin) pa so prišli v velikem številu na Japonsko poučevat in svetovat, kar je vodilo do hitre modernizacije države brez primere.
Pogosto se trdi, da je Rangaku preprečil, da bi bila Japonska popolnoma neobveščena o kritični fazi zahodnega znanstvenega napredka v 18. in 19. stoletju, kar je Japonski omogočilo, da zgradi začetke teoretične in tehnološke znanstvene baze. Ta odprtost bi lahko delno pojasnila uspeh Japonske pri njeni radikalni in hitri modernizaciji po odprtju države za zunanjo trgovino leta 1854.

## Vrste

### Medicinska znanost
Od okoli leta 1720 so knjige o medicinskih vedah pridobivali od Nizozemcev, nato pa so jih analizirali in prevajali v japonščino. Med zagovorniki tradicionalne kitajske medicine in zagovorniki novega zahodnega učenja so potekale velike razprave, ki so vodile do valov poskusov in seciranja. Natančnost zahodnega učenja je zbudila veliko pozornosti  med prebivalstvom in nove publikacije, kot sta Anatomija (蔵志, Zōši, lit. Shranjena oporoka) iz leta 1759 in Novo besedilo o anatomiji (解体新書, Kaitai Šinšo, lit.  Razumevanje [telesnega novega besedila]) iz leta 1774 so postale reference. Slednja je bila kompilacija, ki jo je naredilo več japonskih učenjakov, pod vodstvom Sugite Genpakuja, večinoma temelji na nizozemskem Ontleedkundige Tafelen iz leta 1734, ki je sam prevod Anatomische Tabellen (1732) nemškega avtorja Johanna Adama Kulmusa.
Leta 1804 je Hanaoka Seišū izvedel prvo splošno anestezijo na svetu med operacijo raka dojke (mastektomija). Operacija je vključevala kombinacijo kitajske zeliščne medicine in zahodnih kirurških tehnik, 40 let pred bolj znanimi zahodnjaškimi inovacijami Longa, Wellsa in Mortona, z uvedbo dietil etra (1846) in kloroforma (1847) kot splošnih anestetikov.
Leta 1838 je zdravnik in učenjak Ogata Kōan ustanovil šolo Rangaku, imenovano Tekidžuku. Med slavnimi alumni Tekidžukuja sta Fukuzava Jukiči in Ōtori Keisuke, ki sta postala ključna akterja pri modernizaciji Japonske. Bil je avtor Uvoda v preučevanje bolezni iz leta 1849 (病学通論, Bjōgaku Csūron), ki je bila prva knjiga o zahodni patologiji, ki je bila objavljena na Japonskem.

### Fizikalne vede
Nekateri od prvih učenjakov Rangakuja so bili vključeni v asimilacijo teorij iz 17. stoletja o fizikalnih znanostih. To je primer Šizuki Tadao (ja: 志筑忠雄), potomca osme generacije družine Šizuki nizozemskih prevajalcev iz Nagasakija, ki je po tem, ko je prvič opravil sistematično analizo nizozemske slovnice, nadaljeval s prevajanjem nizozemske izdaje Introductio ad Veram Physicam britanskega avtorja Johna Keila o Newtonovih teorijah (japonski naslov: Rekišō Šinšo (暦象新書, približno: "Novo besedilo o tranzitivnih učinkih"), 1798). Šizuki je skoval več ključnih znanstvenih izrazov za prevod, ki se še vedno uporabljajo v sodobni japonščini; na primer »gravitacija« (重力, džūrjoku), »privlačnost« (引力, inrjoku) (kot v elektromagnetizmu) in »centrifugalna sila« (遠心力, enšinrjoku). Drugi učenjak Rangakuja, Hoaši Banri (帆足万里), je leta 1810 izdal priročnik fizikalnih znanosti – Kjūri-Cū (窮理通, približno »O naravnih zakonih«) – ki temelji na kombinaciji trinajstih nizozemskih knjig, potem ko se je naučil nizozemščine iz samo enega nizozemsko-japonskega slovarja.

### Elektrotehnične vede
Električni poskusi so bili zelo priljubljeni od okoli leta 1770. Po izumu Leydenske steklenice leta 1745 je Hiraga Gennai na Japonskem prvič dobil podobne elektrostatične generatorje od Nizozemcev. Statična elektrika je nastala s trenjem steklene cevi s pozlačeno palico, kar je povzročilo električne učinke. Steklenice so reproducirali in prilagodili Japonci, ki so jih poimenovali Elekiteru (エレキテル, Erekiteru). Tako kot v Evropi so bili ti generatorji uporabljeni kot zanimivost, na primer za ustvarjanje iskric iz glave subjekta ali za domnevne psevdoznanstvene medicinske prednosti. V Sayings of the Dutch je elekiteru opisan kot stroj, ki omogoča, da iz človeškega telesa vzame iskre, da zdravi bolne dele. Elekiterus so množično prodajali javnosti v trgovinah z zanimivostmi. Veliko električnih strojev, izpeljanih iz elekiteruja, je bilo takrat izumljenih, zlasti Sakuma Šōzan.
Prvi japonski priročnik o elektriki, Osnove elekiteruja, ki so ga obvladali Nizozemci (阿蘭陀始制エレキテル究理原, Oranda Šisei Erekiteru Kjūri-Gen) Hašimota Soukičija (ja:橋本宗吉), objavljen leta 1811, opisuje električne eksperimentalne pojave, kot so z električnimi generatorji, prevodnostjo skozi človeško telo in 1750 poskusi Benjamina Franklina s strelo.

### Kemija
Leta 1840 je Udagava Jōan objavil svoja Uvodna načela kemije (舎密開宗, Seimi Kaisō), zbirko znanstvenih knjig v nizozemščini, ki opisuje široko paleto znanstvenih spoznanj z Zahoda. Zdi se, da večina nizozemskega izvirnega gradiva izhaja iz Elementov eksperimentalne kemije Williama Henryja iz leta 1799. Knjiga vsebuje še posebej podroben opis električne baterije, ki jo je izumil Volta štirideset let prej, leta 1800. Samo baterijo je izdelal Udagava leta 1831 in jo uporabil v poskusih, vključno z medicinskimi, na podlagi prepričanja, da lahko elektrika pomaga pri zdravljenju bolezni.
Udagavino delo prvič podrobno poroča o ugotovitvah in teorijah Lavoisierja na Japonskem. V skladu s tem je Udagava izvedel znanstvene poskuse in ustvaril nove znanstvene izraze, ki se še vedno uporabljajo v sodobni znanstveni japonščini, kot so »oksidacija« (酸化, sanka), »redukcija« (還元, kangen), »nasičenost« (飽和, hōva) in »element« (元素, genso).

### Optične vede

#### Teleskopi
Prvi japonski teleskop je ponudil angleški kapitan John Saris Tokugavi Iejasuju leta 1614 s pomočjo Williama Adamsa med Sarisovo misijo za odprtje trgovine med Anglijo in Japonsko. To je komaj šest let sledilo izumu teleskopa Nizozemca Hansa Lippersheya leta 1608. Prebivalstvo je v obdobju Edo široko uporabljalo refrakcijske teleskope, tako za užitek kot za opazovanje zvezd.
Po letu 1640 so Nizozemci še naprej obveščali Japonce o razvoju tehnologije teleskopov. Do leta 1676 so v Nagasaki pripeljali več kot 150 teleskopov. Leta 1831 je Kunitomo Ikansai (nekdanji proizvajalec orožja), potem ko je nekaj mesecev preživel v Edu, kjer se je lahko privadil na nizozemske izdelke, zgradil prvi japonski reflektorski teleskop gregorijanskega tipa. Kunitomov teleskop je imel povečavo 60 in mu je omogočil zelo podrobne študije sončevih peg in lunarne topografije. Štirje njegovi teleskopi so ohranjeni do danes.
- Kunitomov zrcalni teleskop, 1831.
- Kunitomo je leta 1836 opazoval luno.

#### Mikroskopi
Mikroskop je bil izumljen na Nizozemskem v 17. stoletju, vendar ni jasno, kdaj točno so dosegli Japonsko. Jasni opisi mikroskopov so v Nagasaki Night Stories Written iz leta 1720 (長崎夜話草, Nagasaki Javasō) in v knjigi Saying of the Dutch iz leta 1787. Čeprav so Evropejci mikroskope uporabljali predvsem za opazovanje majhnih celičnih organizmov, so jih Japonci uporabljali predvsem v entomološke namene in tako ustvarjali podrobne opise žuželk.

#### Laterna magika
Laterna magika, ki jo je leta 1671 na Zahodu prvi opisal Athanasius Kircher, je v 18. stoletju na Japonskem postala zelo priljubljena atrakcija v različnih oblikah.
Mehanizem laterne magike, imenovane »senčna očala« (影絵眼鏡, Kagee Gankjō), je bil opisan s tehničnimi risbami v knjigi z naslovom Tengu-cū (天狗通) leta 1779.

### Mehanske vede

#### Avtomati
Karakuri so mehanizirane lutke ali avtomati iz Japonske od 18. do 19. stoletja. Beseda pomeni »naprava« in nosi konotacije mehanskih naprav, pa tudi zavajajočih. Japonska je prilagodila in preoblikovala zahodne avtomate, ki so bili fascinantni, kot je Descartes, kar mu je dalo spodbudo za njegove mehanistične teorije organizmov, in Friderik II. Veliki, ki se je rad igral z avtomati in miniaturnimi vojnimi igrami.
Mnogi so bili razviti, večinoma za zabavne namene, od mehanizmov za serviranje čaja do mehanizmov za izstreljevanje puščic. Te genialne mehanske igrače naj bi postale prototipi za motorje industrijske revolucije. Poganjali so jih vzmetni mehanizmi, podobni urnim.

#### Ure
Mehanske ure so na Japonsko uvedli jezuitski misijonarji ali nizozemski trgovci v 16. stoletju. Te ure so bile zasnovane kot lanterne, običajno izdelane iz medenine ali železa, uporabljale pa so razmeroma preprost mehanizem. To je privedlo do razvoja izvirne japonske ure, imenovane Vadokei.
Niti nihalo niti ravnotežna vzmet nista bili v uporabi med evropskimi urami tistega obdobja in kot taki nista bili vključeni med tehnologije, ki so bile na voljo japonskim urarjem na začetku izolacionističnega obdobja v japonski zgodovini, ki se je začelo leta 1641. Ker se je dolžina ure pozimi spreminjala, so morali japonski izdelovalci ur združiti dva mehanizma v eni uri. Medtem ko so črpali iz evropske tehnologije, jim je uspelo razviti bolj sofisticirane ure, kar je vodilo do spektakularnega razvoja, kot je letna ura Neštetoletna ura (万年自鳴鐘, Mannen Džimeišou, lit. desettisočletni samozvočeči zvon), ki jo je leta 1850 zasnoval izumitelj Tanaka Hisašige, ustanovitelj tega, kar je pozneje postalo korporacija Toshiba.

#### Črpalke
Mehanizmi zračnih črpalk so postali priljubljeni v Evropi okoli leta 1660 po Boyleovih poskusih. Na Japonskem se prvi opis vakuumske črpalke pojavi v Aochi Rinsō (ja:青地林宗) leta 1825 Atmospheric Observations (気海観瀾, Kikai Kanran), nekoliko kasneje pa se tlačne črpalke in prazninske črpalke pojavijo v Udagava Šinsai (宇田川榛斎(玄真)) iz leta 1834 Dodatek Far-Western Medical and Notable Things and Thoughts (遠西医方名物考補遺, Ensei Ihō Meibucu Kō Hoi). Ti mehanizmi so bili uporabljeni za prikaz potrebe po zraku za življenje živali in zgorevanje, običajno s postavitvijo svetilke ali majhnega psa v vakuum, in so bili uporabljeni za izračune tlaka in gostote zraka.
Najdenih je bilo tudi veliko praktičnih uporab, na primer pri izdelavi zračnih pušk Kunitoma Ikansaija, potem ko je popravil in analiziral mehanizem nekaterih nizozemskih zračnih pušk, ki so bile ponujene šogunu v Edu. Razvila se je obsežna industrija večnih oljnih svetilk (無尽灯, Mudžintō), ki jih je Kunitomo prav tako izpeljal iz mehanizma zračnih pušk, v katerih se je olje neprekinjeno dovajalo prek mehanizma na stisnjen zrak. Kunitomo je razvil kmetijske aplikacije teh tehnologij, kot je ogromna črpalka, ki jo poganja vol, za dvigovanje vode za namakanje.

#### Zrakoplovi
O prvem poletu toplozračnega balona bratov Montgolfier v Franciji leta 1783 so manj kot štiri leta pozneje poročali Nizozemci v Dedžimi in objavili leta 1787 Sayings of the Dutch.
Leta 1805, skoraj dvajset let pozneje, sta Švicar Johann Caspar Horner in Prus Georg Heinrich von Langsdorff, dva znanstvenika misije Kruzenshtern, ki je na Japonsko pripeljala tudi ruskega veleposlanika Nikolaja Rezanova, naredila balon na vroč zrak iz japonskega papirja (vaši). in predstavil novo tehnologijo pred približno 30 japonskimi delegati.
Toplozračni baloni so večinoma ostali zanimivost, postali so predmet eksperimentov in priljubljenih upodobitev, vse do razvoja vojaške uporabe v zgodnjem obdobju Meidži.

#### Parni stroji
Znanje o parnem stroju se je na Japonskem začelo širiti v prvi polovici 19. stoletja, čeprav prvi zabeleženi poskusi izdelave enega izvirajo iz prizadevanj Tanake Hisašigeja leta 1853, po predstavitvi parnega stroja s strani ruskega veleposlaništva Jevfimija Putjatina po prihodu v Nagasaki 12. avgusta 1853.
Učenjak Rangaku Kavamoto Kōmin je leta 1845 dokončal knjigo z naslovom Nenavadne naprave daljnega zahoda (遠西奇器述, Ensei Kiki-Džucu), ki je bila končno objavljena leta 1854, ko je potreba po širjenju zahodnega znanja postala še bolj očitna z odprtje Japonske s komodorjem Perryjem in posledično povečanjem stika z industrijskimi zahodnimi državami. V knjigi so podrobno opisani parni stroji in parniki. Kavamoto je očitno odložil objavo knjige zaradi vladne prepovedi gradnje velikih ladij.
- Risba iz japonske knjige Nenavadne naprave daljnega zahoda, dokončana leta 1845, a objavljena leta 1854
- Prvi japonski parni stroj, ki ga je leta 1853 izdelal Tanaka Hisashige

### Geografija
Sodobno geografsko znanje o svetu je bilo v 17. stoletju preneseno na Japonsko prek kitajskih grafik zemljevidov Mattea Riccija in globusov, ki so jih v Edo prinesli vodje trgovske postojanke VOC Dedžima. To znanje je bilo redno posodabljano z informacijami, prejetimi od Nizozemcev, tako da je Japonska imela razumevanje geografskega sveta približno enakovredno razumevanju sodobnih zahodnih držav. S tem znanjem je Šibukava Šunkai leta 1690 naredil prvi japonski globus.
V 18. in 19. stoletju je bilo veliko truda vloženega v geodetsko merjenje in kartiranje države, običajno z zahodnimi tehnikami in orodji. Najbolj znane zemljevide z uporabo sodobnih geodetskih tehnik je izdelal Inō Tadataka med letoma 1800 in 1818 in jih skoraj stoletje uporabljal kot dokončne zemljevide Japonske. Po natančnosti se ne razlikujejo bistveno od sodobnih, tako kot sodobni zemljevidi evropskih dežel.

### Biologija
Opis naravnega sveta je skozi Rangaku precej napredoval; na to so vplivali enciklopedisti in spodbujal von Siebold (nemški zdravnik v službi Nizozemcev pri Dedžimi). Itō Keisuke je ustvaril knjige, ki opisujejo živalske vrste japonskih otokov, z risbami skoraj fotografske kakovosti.
Entomologija je bila izjemno priljubljena in podrobnosti o žuželkah, pogosto pridobljene z uporabo mikroskopov (glej zgoraj), so bile široko objavljene.
V dokaj redkem primeru "reverznega Rangakuja" (to je znanost izolacijske Japonske, ki si utira pot na Zahod), razprava iz leta 1803 o gojenju sviloprejk in proizvodnji svile, Tajni zapiski o serikulturi (養蚕秘録, Jōsan Hiroku) je v Evropo prinesel von Siebold in ga leta 1848 prevedel v francoščino in italijanščino, kar je prispevalo k razvoju industrije svile v Evropi.
Japonci so zahtevali in dobavljali rastline od leta 1640 naprej, vključno s cvetjem, kot so dragoceni tulipani in uporabnimi rastlinami, kot sta glavnato zelje in paradižnik.
- Papier-mâché globus, ki ga je ustvaril Šibukava Šunkai leta 1695. Eden od pomembnih kulturnih znamenitosti Japonske. Razstava v Narodnem muzeju narave in znanosti v Tokiu.[6]
- Topografsko delo z evropskimi metodami, natis iz leta 1848 iz regionalnih zemljevidov (地方測量之図, Jikata Sokuryō no Zu)
- Japonski zemljevid sveta, ki ga je leta 1792 objavil Šiba Kōkan, "Celoten zemljevid Zemlje" (地球全図, Chikyū Zenzu)
- Živalski krožnik Itō Keisuke.
- Opis žuželk v Sayings of the Dutch, 1787.
- Prvi gibon, prinesen na Japonsko v sodobnem času (1809), ki ga je narisal Mori Sosen

## Posledice

### Zadnja faza učenja "nizozemščine"
Po obisku komodorja Perryja je imela Nizozemska še nekaj časa ključno vlogo pri prenosu zahodnega znanja in izkušenj na Japonsko. Bakufu se je močno zanašal na nizozemsko strokovno znanje, da bi spoznal sodobne zahodne metode pomorstva. Tako je bil Nagasaki Naval Training Center leta 1855 ustanovljen tik ob vhodu v nizozemsko trgovsko postojanko Dedžima, kar je omogočilo maksimalno interakcijo z nizozemskim pomorskim znanjem. Od leta 1855 do 1859 so izobraževanje vodili nizozemski mornariški častniki, preden so šolo preselili v Cukidži v Tokiu, kjer so postali vidni  angleški pedagogi.
Center je bil opremljen s prvo japonsko parno vojaško ladjo Kankō Maru, ki jo je istega leta podelila nizozemska vlada, kar je lahko eden zadnjih velikih prispevkov Nizozemcev k japonski modernizaciji, preden se je Japonska odprla številnim tujim vplivom. Bodoči admiral Enomoto Takeaki je bil eden od študentov centra za usposabljanje. Za pet let (1862–1867) je bil poslan tudi na Nizozemsko, z več drugimi študenti, da bi razvil svoje znanje o pomorskem vojskovanju, preden se je vrnil in postal admiral šōgunove flote.

### Trajni vpliv Rangakuja
Učenjaki Rangakuja so še naprej igrali ključno vlogo pri modernizaciji Japonske. Učenjaki, kot so Fukuzava Jukiči, Ōtori Keisuke, Jošida Šōin, Kacu Kaišū in Sakamoto Rjōma, so gradili na znanju, pridobljenem med izolacijo Japonske in nato postopoma prestavili glavni jezik učenja iz nizozemščine v angleščino.
Ker so ti učenjaki Rangaku običajno zavzeli prozahodno držo, ki je bila v skladu s politiko šogunata (Bakufu), a proti protitujim imperialističnim gibanjem, je bilo več umorjenih, kot sta Sakuma Šōzan leta 1864 in Sakamoto Rjōma leta 1867.